# Antofagasta de la Sierra (kommunhuvudort i Argentina)
Antofagasta de la Sierra är en kommunhuvudort i Argentina.   Den ligger i provinsen Catamarca, i den norra delen av landet, 1 300 kilometer nordväst om huvudstaden Buenos Aires. Antofagasta de la Sierra ligger 3 368 meter över havet och antalet invånare är 500.
Terrängen runt Antofagasta de la Sierra är kuperad norrut, men söderut är den platt. Antofagasta de la Sierra ligger nere i en dal. Trakten runt Antofagasta de la Sierra är nära nog obefolkad, med mindre än två invånare per kvadratkilometer..
Trakten runt Antofagasta de la Sierra är ofruktbar med lite eller ingen växtlighet.